# May Seymour
Evelyn May Seymour (ca 1858 - 14 de junio de 1921), más conocida como May Seymour,  fue una bibliotecaria estadounidense y estrecha colaboradora de Melvil Dewey, siendo editora de siete ediciones del Sistema Dewey de clasificación.

## Biografía
Nació en el seno de una familia acomodada y culta al ser hija de un juez de Binghamton (Nueva York). Estudió biblioteconomía en la Universidad de Columbia graduándose en 1878. Allí conocería a Melvil Dewey, de quien se haría amiga y colaboradora en sus acometidos bibliotecarios. Comenzó trabajando como catalogadora en el Columbia College pero a partir de 1887 comienza a ser la secretaria personal de Dewey. Cuando este se traslada a Albany para hacerse cargo en 1889 de la Escuela de Biblioteconomía del Estado de Nueva York, Seymour se trasladaría a dicho centro para impartir clases, siendo directora del departamento de clasificación.
Colaboró con Melvil Dewey en la elaboración de las tablas del Sistema Dewey de clasificación y sustituyó a Walter Stanley Biscoe como responsable de la 4ª edición aparecida en 1891. May Seymour fue la editora de las seis siguientes ediciones (5º en 1894, 6º en 1899, 7º en 1911, 8º en 1913, 9º en 1916 y 10º en 1919). No pudo concluir la elaboración de la undécima edición al fallecer un año antes de su publicación, siendo sustituida por Dorka Fellows.
May Seymour mantuvo abundante correspondencia, a veces controvertida, con los abogados belgas Paul Otlet y, sobre todo, con Henri La Fontaine, por las diferencias entre el desarrollo del sistema de clasificación europeo homólogo al de Dewey: la Clasificación Decimal Universal. Incluso llegó a viajar a Bruselas en 1913 para visitar el Instituto Internacional de Bibliografía y reunirse con los dos belgas para tratar de unificar criterios.
Además de su relación profesional con Melvil Dewey, también fue editora asociada del ALA Catalog.
En 1906 se mudó a Lake Placid (Nueva York) siguiendo al matrimonio Dewey. Murió de una infección de muelas en 1921.